# سوق السنجقدار
سوق السنجقدار هو أحد أسواق مدينة دمشق، عاصمة سوريا، وهو سوق يتخصص ببيع الأدوات الكهربائية، شيد بعد حريق السنجقدار سنة 1928م، يعرف على ألسنة الناس باسم سوق الكهربجية.